# Многоцветница v-белое
Многоцветница v-белое (лат. Nymphalis vaualbum) — дневная бабочка из семейства нимфалид.

## Описание
Сверху на задних крыльях синие пятна отсутствуют, вместо них выделяются коричнево-жёлтые пятна на тёмном фоне. В костальной области заднего крыла — белое пятно. Передние крылья также с белым привершинным пятном. Общий фон коричнево-красный. Снизу заднее крыло с белым V-образным знаком на конце дискальной ячейки. Переднее крыло зубчатое, с большой выемкой. Длина переднего крыла — 25—32 мм.

## Распространение
Восточная Европа; территория бывшего СССР: Европейская часть России (север (локально), центр, юг (локально)), Карпаты, Кавказ, юг Сибири, Дальний Восток, Средняя Азия; Азия: Турция, Корея, Япония; Северная Америка: юг Канады, некоторые северные штаты США.

## Биология
Яйца откладываются кольцевыми кладками на ветвях кормовых растений.
Гусеницы питаются на ивах, тополе, вязе. Молодые гусеницы живут в гнезде обществом, взрослые одиночно снизу на листьях. Куколка висит на стволах и ветках.
Летает по луговинам и рединам в лесах, просекам, горным склонам, у населённых пунктов и др. Время лёта — середина июля — сентябрь и в мае после зимовки.